# Accused of Murder
Accused of Murder is een Amerikaanse film uit 1956 met David Brian, Vera Ralston en Sidney Blackmer in de hoofdrollen. De film werd geregisseerd en geproduceerd door Joseph Kane. 
Het scenario is gebaseerd op de misdaadroman Vanity Row (1952) van W. R. Burnett.

## Rolverdeling
| Acteur          | Personage             |
| --------------- | --------------------- |
| David Brian     | Police Roy Hargis     |
| Vera Ralston    | Ilona Vance           |
| Sidney Blackmer | Frank Hobart          |
| Virginia Grey   | Sandra Lamoreaux      |
| Warren Stevens  | Stan 'Scarface' Wilbo |
| Lee Van Cleef   | Police Emmett Lackey  |
| Barry Kelley    | Police Art Smedley    |
| Richard Karlan  | Chad Bayless          |
| Frank Pulgia    | Cesar Cipriano        |
| Elisha Cook Jr. | 'Whitey' Pollock      |
| Ian MacDonald   | Trumbull              |
| Greta Thyssen   | Myra Bayless          |
| Claire Carleton | Marge Harris          |
| Hank Worden     | Les Fuller            |